# Lew Stone
Lewis „Lew“ Stone (* 28. Mai 1898 in Stepney, London; † 12. Januar 1969 ebenda) war ein britischer Bandleader und Arrangeur der Tanzmusik und des Swing.

## Leben und Wirken
Stone spielte als Jugendlicher Piano und hatte Gelegenheitsjobs, unter anderem in der Holzfirma der Familie, bis er 1925 professionell zu spielen anfing, zuerst in der London Aeolian Band in Newcastle. Er spielte in London und Margate und dann mit eigener Band in den Niederlanden und Ungarn. Ab 1927 begann er zu arrangieren, insbesondere im Orchester von Bert Ambrose, dem er 1928 bis 1931 als Ersatzpianist und Arrangeur angehörte. Er spielte auch im Orchester von Jean Pougnet (1928 Green Park Hotel, 1930). 1931 bis 1934 war er musikalischer Leiter bei British and Dominion Films. Er arbeitete auch freischaffend weiter als Arrangeur und leitete eine eigene Band für Studioaufnahmen. 1931 arrangierte er bei Roy Fox und leitete die Band im Monseigneur Restaurant während dessen Krankheit. Nach dessen Rückkehr übernahm er die Band, die im Radio sehr erfolgreich war (mit Sänger Al Bowlly und Trompeter/Sänger Nat Gonella, Aufnahmen für Decca). Er tourte mit der Band, leitete die Orchester mehrerer Nachtclubs (Hollywood Restaurant 1934, Café de Paris 1936/37 - mit regelmäßigen Radioübertragungen in Radio Normandy und Radio Luxembourg- und 1938, El Morocco 1939) und Shows im Londoner West End.
Ende der 1930er spielte er auch Arrangements des Casa Loma Orchestra, für seine Solisten angepasst. 1940 bis 1942 leitete er eine eigene Band (Septett) im Dorchester Hotel, wobei er selbst am Novachord führte. Im Zweiten Weltkrieg spielte er häufig für die Streitkräfte und tourte in Varietes. 1945 bis 1947 leitete er eine Band im Embassy Club und Big Bands für Radio und besondere Auftritte. 1947 bis 1949 war er musikalischer Leiter im Musical Annie Get Your Gun, 1951 bis 1955 im Pigalle Restaurant, 1953 bis 1955 im Oddenino´s und 1955 im La Romanza. Außerdem spielte er viel mit seiner Big Band im Radio und auf Tour. Er spielte Ende der 1950er mit dem jiddischen Sänger Leo Fuld.
1959 eröffnete er eine eigene Agentur. Außerdem leitete er 1959 bis 1967 ein Septett fürs Radio, nachdem die BBC von ihm 1959 eine Reduzierung seiner 14-Mann Big Band gefordert hatte. 1964 erkrankte er ernsthaft.
Er ist der Onkel des Trompeters Leslie Stone.

## Buchveröffentlichungen
- Lew Stone Harmony and Orchestration for the Modern Dance Band, Henri Selmer 1935, 1944